# 5405 Neverland
Az 5405 Neverland (ideiglenes jelöléssel 1991 GY) a Naprendszer kisbolygóövében található aszteroida. Kusida Josio és Muramacu Oszamu fedezte fel 1991. április 11-én.